# Isabel de Madariaga
Isabel Margaret de Madariaga (Glasgow, 27 d'agost de 1919 - Londres, 16 de juny de 2014) va ser una historiadora, filla menor de la també historiadora i traductora britànica Constance Helen Margaret Archibald i del diplomàtic i escriptor espanyol Salvador de Madariaga.

## Biografia
A causa de l'activitat diplomàtica del seu pare, que la va portar a emprendre múltiples viatges i a residir a diferents països, Isabel va rebre una formació cosmopolita a Espanya, França, Suïssa i el Regne Unit, la qual cosa li va permetre aprendre diversos idiomes i relacionar-se amb destacats artistes i intel·lectuals europeus durant la seva joventut. Després de l'esclat de la Guerra d'Espanya, la seva família es va exiliar al Regne Unit, fixant la seva residència a Londres. El 1937 Isabel es va matricular a l'Escola d'Estudis Eslaus i Europeus de l'Est (School of Slavonic and East European Studies - SSEES) de la Universitat de Londres (actualment integrada en el University College London), on fou la primera estudiant femenina d'aquesta institució. Degut a l'esclat de la Segona Guerra Mundial, va haver de traslladar-se a Oxford, on va acabar els seus estudis i va obtenir la seva titulació acadèmica.
Durant els anys de la Segona Guerra Mundial va treballar a la BBC, on va conèixer a l'advocat Leonard Schapiro, amb qui es va casar. Acabada la guerra, Isabel va entrar en la London School of Economics, on es va doctorar el 1959 amb una tesi sobre les relacions anglo-russes durant la Guerra d'Independència dels Estats Units, que va ser publicada sota el títol Britain, Russia and the Armed Neutrality of 1780: Sir James Harris's Mission to St Petersburg during the American Revolution (1962). Posteriorment va donar classes en aquesta institució i a les Universitats de Sussex i Lancaster, fins que el 1971 s'incorporà a l'Escola d'Estudis Eslaus i Europeus de l'Est, i va ser nomenada professora de estudis russos el 1982.
Els seus treballs sobre la història de Rússia en van fer una de les especialistes més rellevants sobre la matèria. Amb els seus estudis va transformar la percepció dominant que es tenia sobre les principals figures històriques de Rússia i sobre el significat i la importància d'aquesta nació en la història europea. Entre la seva prolífica obra, cal destacar els títols Russia in the Age of Catherine the Great (1981), Catherine the Great: A Short History (1990) i Ivan the Terrible (2005) aquesta última la seva obra mestra, en la que fa un magnífic retrat psicològic del cèlebre tsar i de les claus de la política nacional i internacional de Rússia durant el seu mandat.
Va ser nomenada membre de l'Acadèmia Britànica el 1990 i membre corresponent de la Reial Acadèmia de la Història el 1991. Encara que va passar la major part de la seva vida al Regne Unit, sempre que tenia oportunitat feia referència a les seves arrels espanyoles.

## Obres
- Ivan the Terrible (2005)
- Catherine the Great — A Short History (2002)
- Russia in the Age of Catherine the Great (1981)
- Politics and Culture in Eighteenth-Century Russia (1988)
- La Russie au temps de la grande Catherine (1987)
- Britain, Russia and the Armed Neutrality of 1780: Sir James Harris`s Mission to St Petersburg during the American Revolution (1962)
- Politics and Culture in Eighteenth-Century Russia: Collected Essays by Isabel de Madariaga (en anglès).  Routledge, 17 de juny de 2014. ISBN 9781317881896 [Consulta: 26 desembre 2015].